# Saint-Agne
Saint-Agne är en kommun i departementet Dordogne i regionen Nouvelle-Aquitaine i sydvästra Frankrike. Kommunen ligger i kantonen Lalinde som tillhör arrondissementet Bergerac. År 2022 hade Saint-Agne 443 invånare.

## Befolkningsutveckling
Antalet invånare i kommunen Saint-Agne
Referens:INSEE